# Discipel

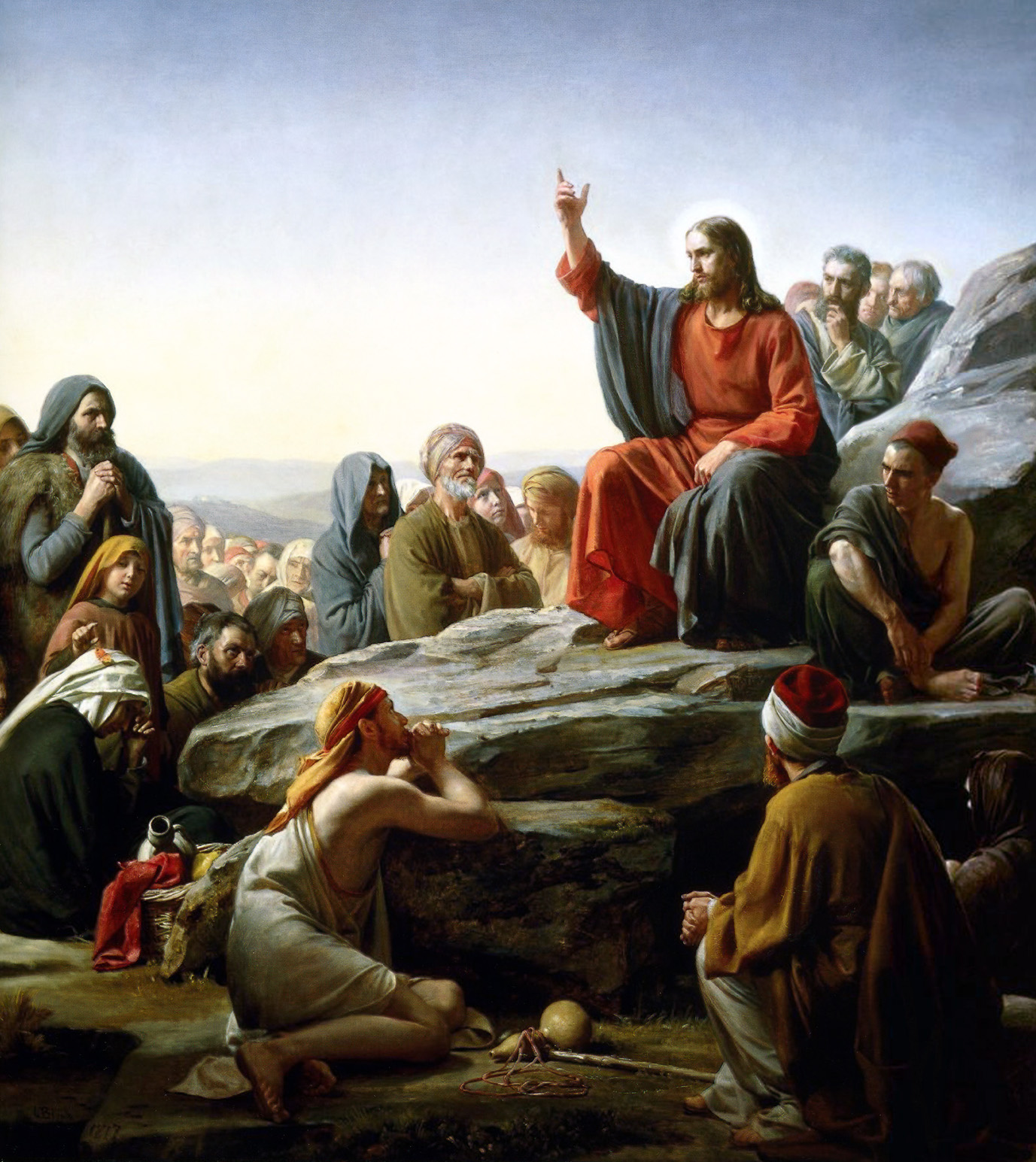
Een afbeelding waarbij Jezus zijn discipelen toespreekt.

Een discipel (Latijn discipulus, -i) is een leerling of een volgeling van een leider. De term 'discipel' wordt vooral gebruikt in het christelijk geloof, waarmee dan de twaalf volgelingen of apostelen worden bedoeld, die door Jezus Christus uitgekozen waren. In een ruimere betekenis is een discipel een aanhanger van (de leer van) Jezus.